# Нёстлингер, Кристине
Кристине Нёстлингер (13 октября 1936, Вена, Австрия — 28 июня 2018, там же) — австрийская детская писательница. Автор более ста книг для детей и подростков, а также книг по кулинарии; лауреат множества премий. Книги Нёстлингер переведены на 38 языков, в том числе и на русский.

## Биография
Кристине Нёстлингер окончила среднюю школу с гуманитарным уклоном, затем училась в Венской Академии художеств. В молодости она иллюстрировала книги для взрослых. Свою первую книгу «Огненно-рыжая Фредерике» Кристине Нёстлингер сочинила в 1968 году и сама её иллюстрировала. Книга вышла в 1970 году и она получила за неё литературную премию Фридриха Бедекера.
Кристине Нёстлингер замужем за журналистом, у неё двое дочерей.

## Награды
Награды и премии:
- премия имени Х. К. Андерсена (1984)
- Австрийская государственная премия по европейской литературе
- Немецкая премия в области детской литературы
- Премия города Цюриха за лучшую детскую книгу
- Премия за лучшую переводную книгу, изданную в Великобритании
- премия памяти Астрид Линдгрен (2003)

## Экранизации
- Долой огуречного короля (ФРГ, 1974)
- Конрад, или Ребенок из консервной банки (ФРГ, 1982)
- «Конрад» (США, 1985)
- Долой огуречного короля (СССР, 1990)
- Лети, майский жук! (Австрия, 2016)